# Gromada gwiazd

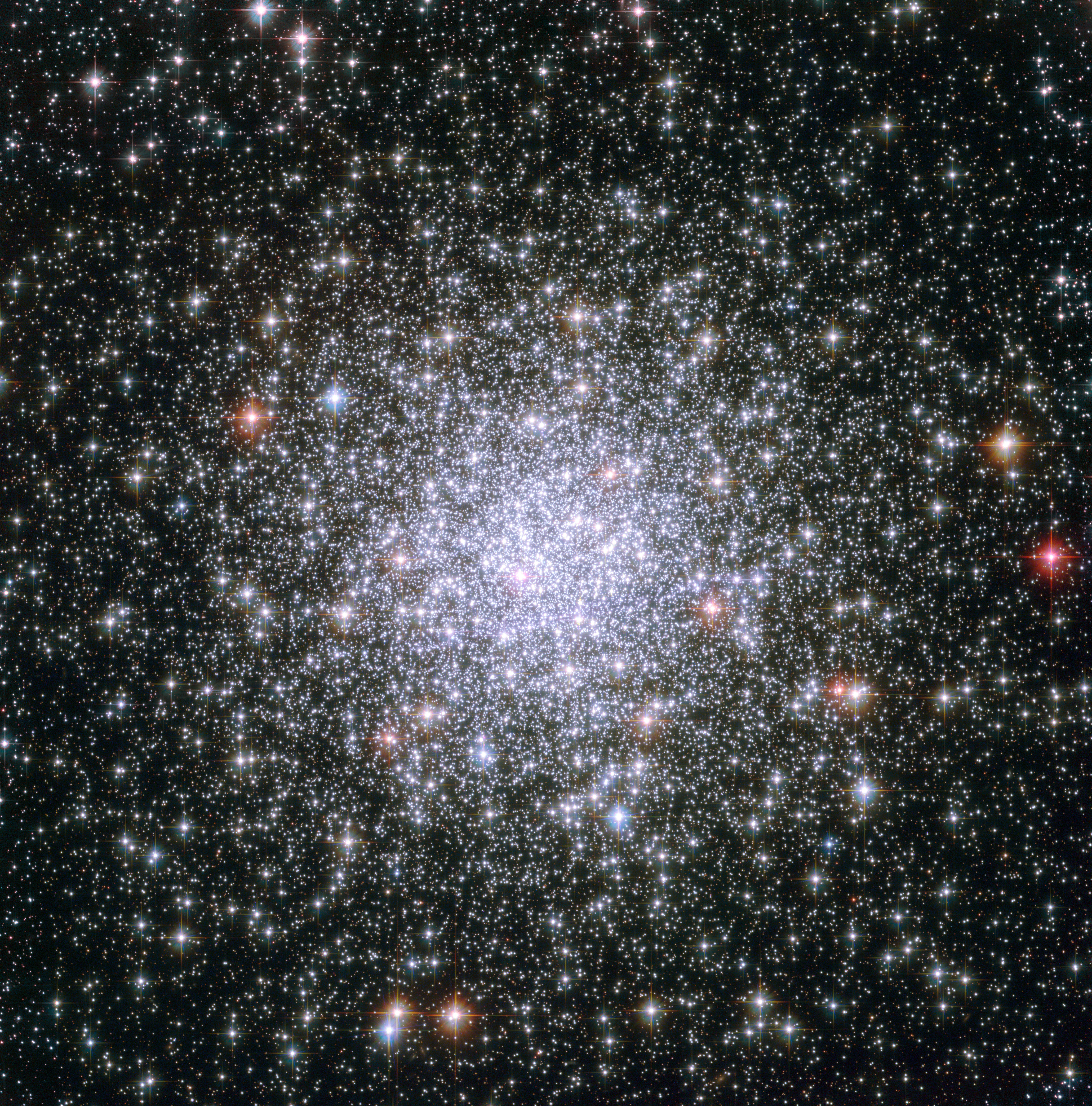
Gromada gwiazd – M69

Gromada gwiazd – zgrupowanie gwiazd związanych wspólnym pochodzeniem, tzn. miejscem i czasem powstania z tej samej materii międzygwiazdowej. Gwiazdy należące do jednej gromady mają identyczny skład chemiczny, są też wzajemnie związane siłami grawitacji. Cechą charakterystyczną gromady gwiazd jest jądro, w którym koncentracja gwiazd przewyższa znacznie koncentrację gwiazd w najbliższym otoczeniu gromady. Jądro gromady otacza obszar koronalny mniej bogaty w gwiazdy. Gromady wyróżniają się wśród ogólnego tła, tworząc wyraźne obiekty o pewnych cechach wspólnych lub zbliżonych.
Rozmiary gromady gwiazd zależą od jej całkowitej masy i odległości od centralnych części galaktyki. Zewnętrzna granica gromady, a ściślej – granica jej obszaru koronalnego znajduje się w miejscu, w którym siła przyciągania gromady jest równa sile przyciągania okolicznych gwiazd. Obszar koronalny gromady jest zatem stabilny dynamicznie i związany grawitacyjnie z jej jądrem.
Średnice gromad w naszej Galaktyce wynoszą od kilku do 500 lat świetlnych, przy czym średnice obszarów koronalnych są wielokrotnie większe niż jąder. Zazwyczaj na niebie przez lunetę obserwuje się jedynie jądra gromad, utożsamiając je z całymi gromadami.
Wyróżnia się gromady gwiazd:
- gromady kuliste
- gromady otwarte
- asocjacje gwiazdowe